# Propyrgodesmus lobulatus
Propyrgodesmus lobulatus är en mångfotingart som beskrevs av Filippo Silvestri 1920. Propyrgodesmus lobulatus ingår i släktet Propyrgodesmus och familjen fingerdubbelfotingar. Inga underarter finns listade i Catalogue of Life.